# Martin Jacques
Martin Jacques (nascido em 1945) é um jornalista britânico, editor, acadêmico, comentarista político e autor, conhecido por seu livro When China Rules the World (Quando a China Mandar no Mundo), que foi publicado em 2009 e fala sobre a ascensão da China e o fim do domínio ocidental. Também é colunista do The Guardian e do New Statesman.

## Vida
Martin Jacques nasceu em outubro de 1945 na cidade de Coventry (então em Warwickshire, agora nos Midlands Ocidentais), filho de Dennis Jacques e Dorothy Preston. Estudou na Universidade de Manchester e depois na Universidade de Cambridge, onde foi membro do King's College e obteve um PhD. Posteriormente ocupou uma cátedra no Departamento de História Social e Econômica da Universidade de Bristol.

## Carreira
Entre 1969 e 1971, Jacques deu aulas particulares em história econômica e economia para alunos de graduação no King's College, Cambridge. De 1971 a 1977 foi professor de História Social e Econômica na Universidade de Bristol.

## Livros
Alguns dos livros mais conhecidos de Jacques são:
- When China Rules the World (Quando a China Mandar no Mundo), que foi publicado em 2009.
- The Politics of Thatcherism (A Política do Thatcherismo), que foi publicado em 1985 e fala sobre o governo de Margaret Thatcher.
- The End of Globalization: Lessons from the Great Depression (O Fim da Globalização: Lições da Grande Depressão), que foi publicado em 2009 e fala sobre a crise financeira global de 2008.